# The Civil Wars
The Civil Wars е американска група, дует, състоящ се от певицата Джой Уилямс и китариста Джон Пол Уайт, свирещи фолк музика и кънтри. Носител е на 4 награди „Грами“ от 2009 г. до разпадането му през 2014 г.
Групата е създадена през 2009 г. в Нашвил (САЩ). Състои се от двама членове на певци композитори и китаристи: певицата Джой Уилямс и вокалистът Джон Пол Уайт. Джой Уилямс е родена на 14 ноември 1982 г. в Уест Бранч, Мичиган и е израснала в Санта Круз. Джон Пол Уайт е роден в Мъсъл Шоулс, Алабама. Той е израснал в Лорето, Тенеси.

## Избрана дискография

### Албуми
- 2009: Live at Eddie’s Attic
- 2011: Barton Hollow
- 2013: The Civil Wars

### EPs
- 2009: Poison & Wine
- 2012: Between the Bars
- 2013: Bare Bones

### Сингли
- 2009: Poison and Wine
- 2011: Barton Hollow
- 2011: Dance Me to the End of Love
- 2011: Safe & Sound (Taylor Swift feat. Civil Wars, Film: Die Tribute von Panem)
- 2013: The One That Got Away